# Региональная инженерная геология
Региональная инженерная геология — научное направление инженерной геологии, изучающее региональные закономерности развития верхних горизонтов земной коры (литосферы) и их взаимодействия с инженерными сооружениями в связи с осуществленной, текущей или планируемой инженерно-хозяйственной, прежде всего инженерно-строительной, деятельностью человека.
Объект изучения региональной инженерной геологии такой же, как и у других направлений инженерной геологии — верхние горизонты земной коры, изучаемые в связи с инженерно-хозяйственной деятельностью человека. В. Т. Трофимов и Т. И. Аверкина (2007) считают, что объектом региональной инженерной геологии являются различные «структурные зоны земной коры».
Предметом региональной инженерной геологии следует считать знания о региональных закономерностях развития верхних горизонтов земной коры (литосферы) и их взаимодействия с инженерными сооружениями (региональными литотехническими системами) в связи с осуществлённой, текущей или планируемой инженерно-хозяйственной деятельностью человека.
В структуре современной региональной инженерной геологии выделяются три научных раздела — 1) общая региональная инженерная геология; 2) региональное грунтоведение и 3) региональная инженерная геодинамика

## История развития региональной инженерной геологии
В истории развития региональной инженерной геологии выделяется несколько этапов (Трофимов, Аверкина, 2007). Первый, начальный этап связан с её зарождением и охватывает период до 1950 г. На этом этапе вклад в данное направление инженерной геологии внесли работы Д. С. Соколова, Ф. П. Саваренского, И. В. Попова, Л. Д. Белого и Н. И. Николаева. К концу этого этапа оформились исходные теоретические и методические положения региональной инженерной геологии, как одного из направлений инженерной геологии.
Второй период охватывает 1951—1978 гг. и заканчивается выходом в свет 8-томной монографии «Инженерная геология СССР» под редакцией Е. М. Сергеева.В этот период региональная инженерная геология окончательно оформилась в самостоятельное научное направление инженерной геологии. Большой вклад в региональную инженерную геологию в этот период внесли работы И. В. Попова, Е. М. Сергеева, М. В. Чуринова, Л. Д. Белого, Г. А. Голодковской, И. С. Комарова, В. Т. Трофимова, С. Б. Ершова и др.
Третий период развития этого направления начался с 1979 г. и охватывает современный этап развития региональной инженерной геологии. В. Т. Трофимов характерной чертой этого этапа считает изучение инженерно-геологических условий не отдельных территорий, а Земли в целом.